# Medalha do Jubileu "50 Anos de Vitória na Grande Guerra Patriótica 1941-1945"
A Medalha do Jubileu "50 Anos de Vitória na Grande Guerra Patriótica 1941-1945" (em russo:  Юбилейная медаль «50 лет Победы в Великой Отечественной войне 1941–1945 гг.») é uma medalha comemorativa estatal da Rússia, Ucrânia, Cazaquistão, Azerbaijão, Uzbequistão, Arménia e Bielorrússia, estabelecido pela Lei da Federação Russa de 7 de julho de 1993 para comemorar o quinquagésimo aniversário da vitória soviética sobre a Alemanha Nazista na Grande Guerra Patriótica, e também reconhecida como medalha comemorativa da República do Cazaquistão sobre a base da Resolução do Conselho Supremo da República do Cazaquistão de 26 de outubro de 1993 N.º 2485-XII  e medalha comemorativa da República da Bielorrússia sobre a base do Decreto do Presidente da República da Bielorrússia N.º 102 de 14 de março de 1995.

## Estatuto
A medalha é concedida a:    
- Militares e civis que participaram nas Forças Armadas da URSS em hostilidades nas frentes da Grande Guerra Patriótica, partidários e membros de organizações clandestinas que operaram nos territórios temporariamente ocupados da URSS, bem como outras pessoas galardoadas com as medalhas Pela Vitória sobre Alemanha na Grande Guerra Pátriótica 1941-1945 e Pela Vitória sobre Japão, bem como um certificado de sua participação na Grande Guerra Patriótica; [2]

- Trabalhadores ou outros militares não combatentes que receberam a Medalha "Pelo Trabalho Valente na Grande Guerra Patriótica 1941-1945".
- Também foi concedida a civis e militares que receberam as seguintes medalhas:

1. Pela Defesa de Leningrado
2. Pela Defesa de Moscou
3. Pela Defesa de Odessa
4. Pela Defesa de Sebastopol
5. Pela Defesa de Stalingrado
6. Pela Defesa do Cáucaso
7. Pela Defesa de Kiev
8. Pela Defesa do Transártico Soviético

- Pessoas que tenham trabalhado no período compreendido entre o 22 de junho de 1941 e 9 de maio de 1945 durante ao menos seis meses, excluindo o período de trabalho nos territórios ocupados temporariamente pelo inimigo;
- Ex prisioneiros menores de idade de campos de concentração, guetos e outros lugares de detenção criados pelos nazistas e seus aliados durante a Segunda Guerra Mundial. [2]
- Cidadãos estrangeiros de fora da Comunidade de Estados Independentes que lutaram nas forças militares nacionais da URSS, como parte de unidades guerrilheiras, grupos clandestinos e outros grupos antifascistas que tenham feito uma contribuição significativa à vitória na Guerra Patriótica e que receberam medalhas estatais da URSS ou da Federação Russa. [2]

A medalha é usada no lado esquerdo do peito e, em presença de outras ordens e medalhas da Federação Russa, é usada após a Medalha da Ordem da Glória Parental. 

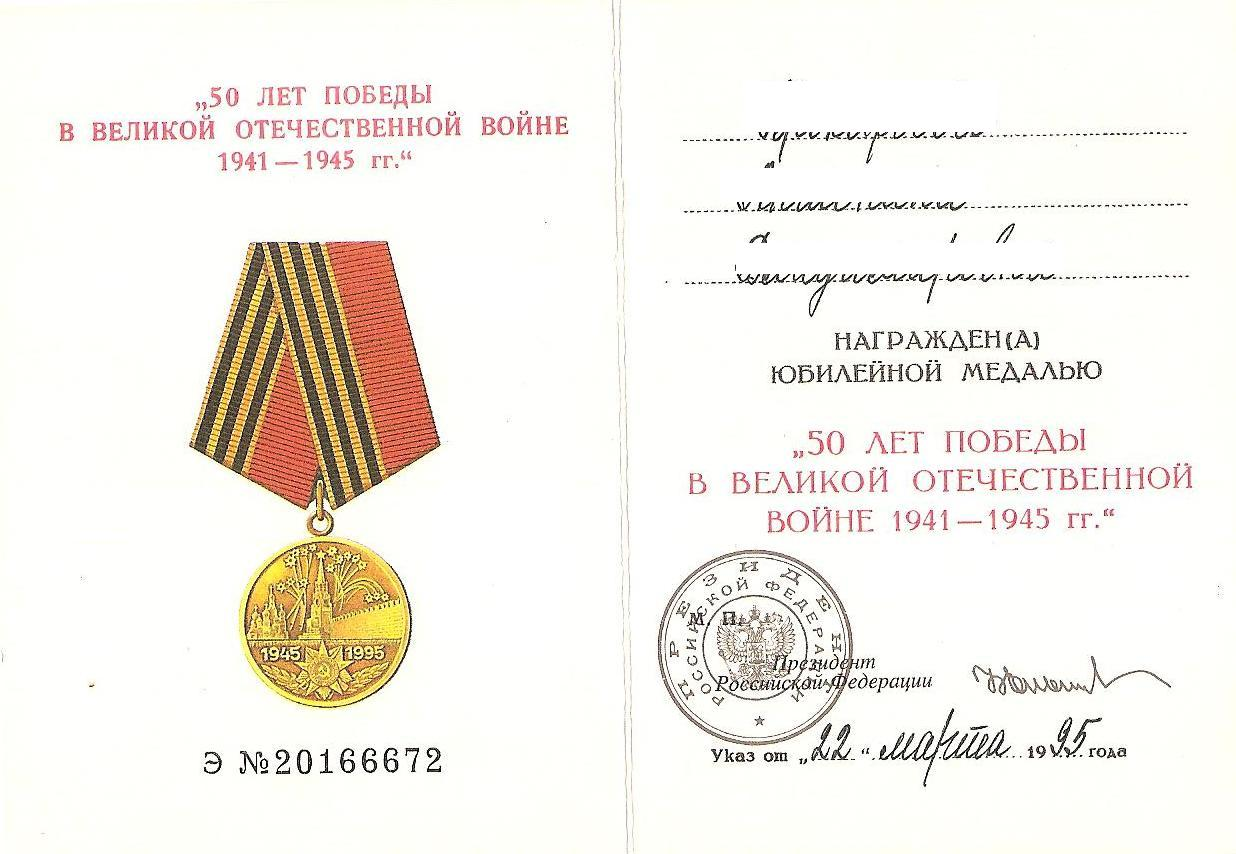
Certificado de concessão da medalha

A cada medalha vinha com um certificado de prêmio, este certificado vinha na forma de um pequeno folheto de papelão de 8cm por 11cm com o nome do prêmio, dados do ganhador e selo oficial e assinatura no interior. 
O Decreto Presidencial N.º 1099 do 7 de setembro de 2010 eliminou a Medalha do Jubileu "50 Anos de Vitória na Grande Guerra Patriótica 1941-1945" da lista de prêmios estatais da Federação Russa. 

## Descrição

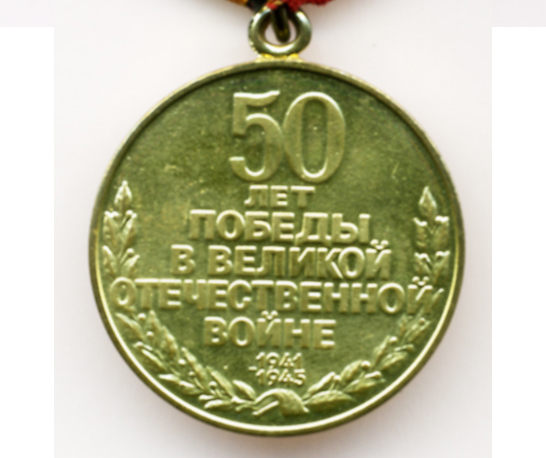
Reverso da medalha

A Medalha do Jubileu "50 Anos de Vitória na Grande Guerra Patriótica 1941-1945" é uma medalha circular de tambaque (uma liga de cobre e zinco, com um conteúdo do 10 ao 20 % deste último metal) de 32 mm de diâmetro com uma borda elevada.
No anverso a imagem em relevo retrata a muralha do Kremlin, destacando a Torre Spasskaya e a Catedral de São Basílio, com fogos de artifício no céu. Na parte inferior, há um relevo da Ordem da Guerra Patriótica, adornado com uma coroa de louros, com as inscrições "1945" à esquerda e "1995" à direita da representação da Ordem. 
No reverso, pelo demais simples, a inscrição em relevo em seis linhas «50 anos da vitória na Grande Guerra Patriótica 1941-1945» (em russo: 50 лет Победы в Великой Отечественной войне 1941-1945). No centro, embaixo da inscrição, as datas «1941 - 1945». Uma coroa de laurel rodeia as inscrições inversas desde a parte inferior até a metade da circunferência da medalha.
A medalha é suspensa através de um laço de suspensão doe prêmio em uma montagem pentagonal russa padrão coberta com uma fita de moiré de seda sobreposta de 24 mm de largura  a metade direita é vermelha, a metade esquerda é a fita de São Jorge. Há cinco faixas na borda esquerda da fita: três pretas e duas laranjas. A largura delas de 2 mm, as faixas pretas mais externas estão demarcadas por faixas laranjas de 1 mm de largura.

## Destinatários (lista parcial)
Os indivíduos abaixo foram todos agraciados com a Medalha do Jubileu "50 Anos de Vitória na Grande Guerra Patriótica 1941-1945".

### Federação Russa
- Piloto de combate da Segunda Guerra Mundial Tenente sênior Anna Yegorova
- General do Exército Anatoly Kornukov
- Oficial de artilharia da Segunda Guerra Mundial, Coronel Ivan Fedorovich Ladyga
- Oficial de infantaria da Segunda Guerra Mundial e autor Capitão Vasil Bykaŭ
- Veterano de Stalingrado, ator e diretor de teatro Yuri Petrovich Lyubimov
- Veterano da Segunda Guerra Mundial, pianista e compositor Tikhon Nikolayevich Khrennikov
- Marechal da União Soviética Vasily Ivanovich Petrov
- Cantora folk Lyudmila Georgievna Zykina
- Político Vladimir Ivanovich Dolgikh

### Estrangeiros
- General e presidente polonês Wojciech Jaruzelski
- Suboficial Chefe William Frederick "Bill" Stone
- Oficial comandante americano Robert Trimble
- Paraquedista americano e prisioneiro de guerra na Segunda Guerra Mundial Joseph Beyrle
- Químico armênio e participante da Segunda Guerra Mundial Vram Dovlatyan
- Aviador e professor azerbaijano Mazahir Abasov